# St. Hedwig (Karlsruhe)

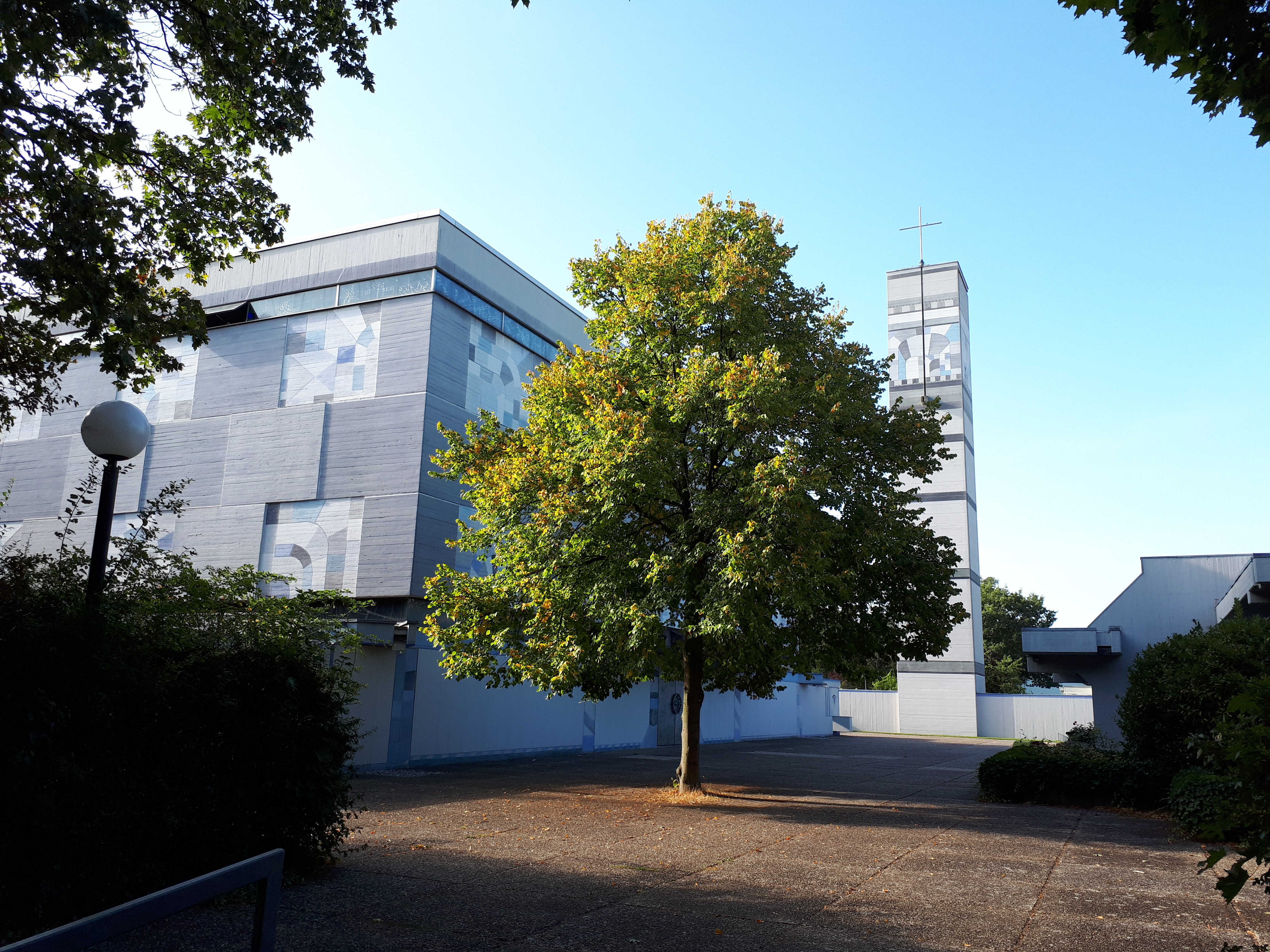
St. Hedwig

St. Hedwig ist die römisch-katholische Pfarrkirche im Karlsruher Stadtteil Waldstadt. Sie wurde 1966–1967 erbaut. Die Gemeinde von St. Hedwig bildet mit den Gemeinden St. Bernhard (Oststadt), St. Martin (Rintheim) und Bruder Klaus (Hagsfeld) die Seelsorgeeinheit St. Raphael - Karlsruhe Nord-Ost.

## Geschichte
1960 waren in Karlsruhe noch 2500 Katholiken ohne eigene kirchliche Versorgung. Zunächst wurden ein Kindergarten und dann in dessen Keller ein Gottesdienstraum errichtet.  Die Arbeiten für den Bau der Kirche begannen 1966. Sie steht heute inmitten des Gemeindezentrums mit Sälen, Büros und Kindergarten. Als Patronat wurde Hedwig von Andechs gewählt, die große Nationalheilige Schlesiens, denn nach dem Zweiten Weltkrieg nahmen die vertriebenen Schlesier ihre Hedwigsverehrung mit in die neuen Siedlungen im Westen Deutschlands.

## Architektur
Der entwerfende Architekt Friedrich Zwingmann und der gestaltende Künstler Emil Wachter wohnten zur Zeit der Erbauung beide in der Waldstadt, ebenso wie viele der Handwerker, die den Bau ausführten. Zwingmann legte seinem Entwurf das Quadrat und die Zahl Vier zugrunde. Im quadratischen Kirchenraum tragen vier schlanke Stützen das flache Gewölbe aus vier auf der Spitze stehenden Pyramiden. Bevor zu einem späteren Zeitpunkt oben farbige Fenster eingesetzt wurden, schienen sie das Dach frei zu tragen, denn zwischen Wänden und Decke ist ein schmales Fensterband eingeschoben. Ein weiteres Fensterband teilt die Wände. Weitere Bauteile, wie Seitenkapelle, Sakristei und Eingänge sind konsequent in das Quadratschema eingepasst. Das Baumaterial ist durchgehend Stahlbeton. An vielen Stellen ist die Maserung der verwendeten Holzbretter der Schalung im Beton abgedrückt und absichtlich nicht beseitigt worden.

## Innenraum
Die Gestaltung der Betonwände übernahm Emil Wachter. Dazu wurden beim Gießen des Betons Figuren durch Styroporeinlagen vorgeformt, die in der Wand ein rohes Relief erzeugten und bildhauerisch weiterarbeitet werden konnten.
Wachter entwarf auch die Glasfenster, so dass hier eines seiner großen Gesamtkunstwerke entstanden ist. Die heute zu sehende farbige Fassung der Wände wurde erst im Zuge einer Renovierung 1992/1993 ergänzt; bis dahin war der Beton überall grau belassen.
Symbolzahlen bestimmen die weitere Einteilung des Kircheninneren. Jede Wand ist in vier waagerechte Zonen unterteilt, über der Sockelwand verbleiben drei Bilderstreifen. Über der Altarinsel nimmt die Darstellung dreier Bäume die ganze Wandfläche ein. Sie sind „belebt“, Vögel nisten und fliegen in ihnen. Die Drei steht für die Trinität, für Glaube, Liebe und Hoffnung, aber auch für das Leben allgemein.
Die Südwand ist dem Alten Testament gewidmet, die Elemente weisen auf die Schöpfung hin, Mose streckt seine Arme hilfesuchend dem in der Feuersäule erscheinenden Gott entgegen. Die Nordwand beschäftigt sich mit der Erlösungstat des Neuen Testaments, mit dem Leiden Jesu. Die Marterwerkzeuge fallen auf, oder das Schachbrett als Fußboden, auf dem die Menschen um die Gewänder Jesu schacherten. In der Mitte zerreißt der Vorhang des Tempels, der die Sterbestunde Jesu markiert, daneben die Pfingstfeuerrose, Symbol für den Heiligen Geist. Die Rückwand, die wegen der Orgelempore ein kleineres Bildprogramm enthält, ist dem Leben auf der Erde gewidmet, Haus und Baum, Katze und Vogel zeigen die Alltagswelt.
Zwei schmale Glasbänder rahmen die Bilderzählung der Wände ein. Der obere Glasstreifen zwischen Wand und Decke, der bei der Renovierung 1993 installiert wurde, behandelt die Zahl Drei, das Göttliche. Dargestellt werden die drei Jünglinge aus dem Buch Daniel. Nachdem sie unversehrt den Feuerofen verlassen haben, rufen sie die ganze Schöpfung zum Lobpreis Gottes, ihres Retters, auf: das Wasser, Sonne, Mond und Sterne, die Tier- und Pflanzenwelt sind auf den Fenstern dargestellt. Über der Mitte der Altarwand leuchten drei große Sonnen in einem blauen Feld, sie stellen die heilige Dreifaltigkeit dar. Das untere, 1967 fertiggestellte Glasband ist der Zahl Vier gewidmet. Durch seine Farbigkeit werden die vier Jahreszeiten dargestellt. Das Wasser, das im gesamten Werk Wachters als Sinnbild des Lebens eine große Rolle spielt, erscheint in seinen verschiedenen Aggregatzuständen: angefangen vom bedrohlichen Dunkelgrau des starren Eises im Winter über zaghaft fließende Grün- und Blautöne des Vorfrühlings bis zur sprudelnden Lebendigkeit im Frühling. Über dem Südeingang leuchtet die Pracht des Sommers in sattem Rot und Blau, während über dem Nordeingang Gold, die Farbe des Reifens und der Ernte, vorherrscht. Bei Fertigstellung der Kirche war dieses Lichtband das einzige farbliche Element im grauen Beton.
Die Sockelwand hinter dem Altar schmückt ein großer Teppich mit Szenen aus dem Leben der Heiligen Hedwig, die vom himmlischen zum irdischen Geschehen vermittelt. Diesen entwarf Emil Wachter 1977. Mitglieder der Gemeinde stickten ihn unter seiner Anleitung. Altar, Ambo und Sedilien schuf Friedrich Zwingmann, das Altarkreuz und die Leuchter Hans Helmut Dietrich. Die Hedwig-Statue ist die Kopie einer spätgotischen Skulptur aus Niederbayern, die Skulptur der Madonna mit Kind stammt aus dem Hegau. In der Taufkapelle sind Bilder der Kreuzwegstationen von Sepp Biehler zu sehen. Taufbecken und Ständer für die Taufkerze schuf Emil Wachter im Jahr 2002. Aus dem Kirchenraum sind Innenhöfe des Gebäudeensembles einsehbar, in denen Wasser, Bäume und Pflanzen die Natur symbolisch ins Innere holen sollen.

## Orgel

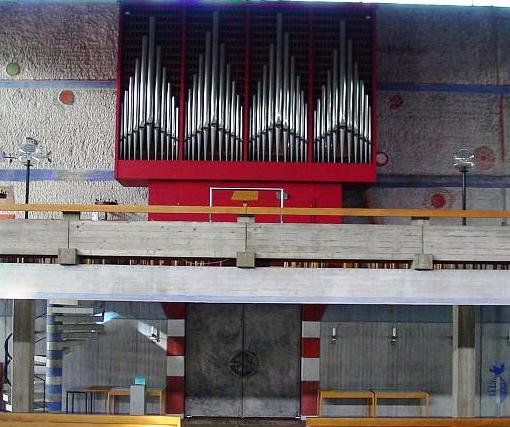
Orgel von St. Hedwig, Karlsruhe-Waldstadt

Die Orgel wurde 1972 durch die Firma Orgelbau Friedrich Weigle erbaut. Sie hat Schleifladen mit mechanischer Spiel- und Registertraktur. Das Instrument verfügt über 22 klingende Register, die auf zwei Manuale und Pedal verteilt sind. Die Disposition lautet:
| I Hauptwerk C–g3 |                   |       |
| 1.               | Principal         | 8′    |
| 2.               | Holzgedackt       | 8′    |
| 3.               | Octav             | 4′    |
| 4.               | Rohrflöte         | 4′    |
| 5.               | Superoctav        | 2′    |
| 6.               | Larigot           | 1 ⁄3′ |
| 7.               | Mixtur IV         | 1′    |
| 8.               | Cromorne Trompete | 8′    |
|                  | Tremulant         |       |

| II Schwellwerk C–g3 |                |        |
| 9.                  | Rohrgedackt    | 8′     |
| 10.                 | Spitzpraestant | 4′     |
| 11.                 | Quinte         | 2 ⁄3′  |
| 12.                 | Waldflöte      | 2′     |
| 13.                 | Terz           | 1 3⁄5′ |
| 14.                 | Sifflet        | 1′     |
| 15.                 | Cymbel IV      | 2⁄3′   |
| 16.                 | Hautbois       | 4′     |
|                     | Tremulant      |        |

| Pedal C–f1 |             |     |
| 17.        | Subbaß      | 16′ |
| 18.        | Offenbaß    | 8′  |
| 19.        | Pommer      | 8'  |
| 20.        | Tenoroctav  | 4'  |
| 21.        | Choralflöte | 2'  |
| 22.        | Fagott      | 16′ |

- Koppeln: II/I, I/P, II/P

## Glocken
Im nach Art eines Campanile frei stehenden Kirchturm hängt in einem hölzernen Glockenstuhl ein vierstimmiges Geläut. Drei der Glocken  wurden 1950 von der Glockengießerei Hamm aus Frankenthal (Pfalz) gegossen. Sie stammen aus der Kirche St. Bernhard in Fautenbach, wo sie wegen schwingungstechnischer Probleme des Glockenturms nicht bleiben konnten. Die große Glocke wurde 1981 von der Heidelberger Glockengießerei hinzugegossen. Bestandteile einer Turmuhr wie Uhrschlagwerk oder Zifferblätter sind nicht vorhanden.
| Glocke | Durchmesser | Gewicht | Schlagton |
| ------ | ----------- | ------- | --------- |
| 1      | 1230 mm     | 998 kg  | es'+2     |
| 2      | 1170 mm     | 895 kg  | f'+3      |
| 3      | 1050 mm     | 643 kg  | g'+3      |
| 4      | 0868 mm     | 360 kg  | b'+4      |